# Гапанович, Виктор Яковлевич
Виктор Яковлевич Гапанович (бел. Віктар Якаўлевіч Гапановіч; 15 апреля 1921, д. Середняки, Слуцкий уезд, Минская губерния, Российская империя — 12 августа 2009, Минск) — белорусский ученый в области оториноларингологии, доктор медицинских наук (1970), профессор (1974). Участник Великой Отечественной войны.

## Биография
Родился 15 апреля 1921 года в д. Середняки Слуцкого уезда Минской губернии (ныне Слуцкий район Минской области) в крестьянской семье. В 1940 году окончил Могилевский медицинский техникум и работал фельдшером в областной поликлинике в Могилеве.
С 1940 года в Красной армии. С 1940 по 1941 годы — фельдшер стрелкового батальона Прибалтийского военного округа, старший лейтенант медицинской службы. В годы Великой Отечественной войны был старшим фельдшером, командиром санитарного взвода пехотного батальона, фельдшером полевого эвакуационного пункта. Работал в блокадном Ленинграде. В 1942 году был тяжело ранен. С прорывом блокады Ленинграда в должности фельдшера батальона мотострелкового полка в составе Прибалтийского фронта двигался на запад. Участвовал в ожесточённых боях за взятие Кёнигсберга, где и встретил победу.
До 1946 года работал фельдшером в Красной армии. В 1951 году окончил Минский медицинский институт и поступил в аспирантуру на кафедру болезней уха, горла, носа, которую окончил в 1954 году. С 1954 по 1970 года работал ассистентом этой кафедры. В 1955 году защитил кандидатскую диссертацию. В 1970 году защитил докторскую диссертацию. С 1970 по 1973 годы работал доцентом кафедры болезней уха, горла, носа. С 1973 по 1989 год заведовал кафедрой уха, горла и носа Минского медицинского института, с 1989 по 2009 годы — профессор этой кафедры. Одновременно с работой в институте в 1972—1990 годах был главным оториноларингологом Министерства здравоохранения БССР.
Работал руководителем Центра криогенных методов лечения при 4-й городской клинической больнице имени Н. Е. Савченко Минска.
Умер 12 августа 2009 года в Минске. Похоронен на Северном кладбище под Минском.

## Научная деятельность
Автор научных работ по биологическим и криогенным методам лечения в оториноларингологии. Разработал и внедрил методику получения аутогенных фибринных пленок (биологического продукта крови) и их использование в качестве стимулятора процесса регенерации после операции. Участвовал в разработке симуляторов фантомов для обучения специалистов скорой и неотложной помощи.
Подготовил около 190 научных работ. Автор двух изобретений и 76 инновационных предложений. Подготовил трех кандидатов медицинских наук.
Среди опубликованного:
- Аутогенные фибринные плёнки в оториноларингологии. — Минск, 1979.
- Ангина и хронический тонзиллит. — Минск, 1982.
- Оториноларингологический атлас. — Минск, 1989. (вместе с В. М. Александровым)

## Общественная деятельность
Принимал участие в организации и проведении II и III съездов оториноларингологов Беларуси, двух научных конференций. Член организации Всесоюзного пленума оториноларингологов в 1978 году. В 1972—1990 годах был председателем правления Белорусского научного медицинского общества оториноларингологов. Был членом правления Всесоюзного научного общества оториноларингологов, членом редколлегий журналов «Вестник оториноларингологии», «Вестник болезней уха, носа и горла», председателем Республиканской проблемной комиссии по оториноларингологии.

## Семья
- Брат — Гапанович Иван Яковлевич — хирург, организатор здравоохранения, заведовал кафедрой в Белорусском государственном институте народного хозяйства.
- Жена — Гапанович Виктория Владимировна (1930—2013) — учитель истории.
- Дочь — Глинник Светлана Викторовна (1955—2007) — пластический хирург.
- Зять — Глинник Александр Владимирович (род. 1955) — челюстно-лицевой хирург, доцент, кандидат медицинских наук[4].
- Внук — Глинник Алексей Александрович (род. 1979) — врач-хирург, доцент, кандидат медицинских наук.

## Награды
- два ордена Красной Звезды,
- Орден Отечественной войны III степени,
- медаль «За оборону Ленинграда»,
- 19 боевых медалей,
- почетная грамота Президиума Верховного Совета БССР,
- почетная грамота Всесоюзного центрального совета профессиональных союзов;
- значок «Отличник здравоохранения»;
- медаль имени М. И. Пирогова.